# Otto Richter (Archäologe)
Otto Ludwig Richter (* 6. April 1843 in Berlin; † 16. Juli 1918 in Magdeburg) war ein deutscher Klassischer Archäologe und Gymnasialdirektor. Er leitete von 1890 bis 1910 das Prinz-Heinrichs-Gymnasium in Berlin-Schöneberg. Als Spezialist auf dem Gebiet der Topographie der Stadt Rom verfasste er einen entsprechenden Band im Handbuch der Altertumswissenschaft, der als hervorragende Leistung gilt und seitdem nicht ersetzt wurde.

## Leben

### Bildungsweg und frühe Laufbahn
Otto Richter war der Sohn des Klassischen Philologen Julius Richter (1816–1877) und seiner Frau Clara. Er besuchte ab 1852 das Friedrichswerdersche Gymnasium in Berlin, an dem sein Vater von 1839 bis 1870 Latein und Griechisch unterrichtete. Nach der Reifeprüfung am 20. September 1861 studierte Otto Richter Klassische Philologie, Geschichte und Philosophie an der Universität Bonn, wo er ab dem Wintersemester 1863/64 dem Philologischen Verein angehörte. Er besuchte Vorlesungen und Übungen bei den Philologen Otto Jahn, Friedrich Ritschl, Leopold Schmidt und Kurt Wachsmuth, bei den Historikern Heinrich von Sybel, Theodor Bernhardt und Wilhelm Maurenbrecher sowie bei dem Philosophen Christian August Brandis.
Für Richters wissenschaftliche Ausbildung war neben dem Austausch mit seinen Kommilitonen besonders die Schule von Jahn und Ritschl entscheidend: Richter gehörte drei Semester lang ihrem philologischen Seminar an und belegte ein Jahr lang bei Ritschl epigraphische Übungen. Am 14. August 1865 wurde Richter mit einer Dissertation zur Textgeschichte der Tibull-Gedichte zum Dr. phil. promoviert. Anschließend bereitete er sich auf die Lehramtsprüfung vor, die er am 3. März 1866 bestand. Er erhielt die Lehrberechtigung (facultas docendi) in den Fächern Latein und Griechisch für alle Klassenstufen und für Geschichte und Deutsch bis Sekunda.
Nach der Lehramtsprüfung kehrte Richter nach Berlin zurück, wo er ab dem 1. April 1866 als Mitglied des Königlichen Pädagogischen Seminars und als Probekandidat am Wilhelms-Gymnasium das Probejahr absolvierte. Anschließend unterrichtete er ein halbes Jahr lang (1. April bis 30. September 1867) als Hilfslehrer am Berliner Friedrich-Wilhelms-Gymnasium und wechselte dann für einige Jahre in die märkische Provinz: Zum 1. Oktober 1867 ging er als etatmäßiger Hilfslehrer an die Real-Oberschule in Frankfurt (Oder), wo er am 10. Februar 1868 eine Nachprüfung im Fach Religion ablegte. Am 1. April 1868 erhielt er eine Festanstellung als Oberlehrer. Zum 1. Oktober 1869 wechselte Richter an das Gymnasium in Guben, an dem er sechs Jahre lang unterrichtete. Im Juni 1870 heiratete er Lucie Richter, die Ziehtochter (und Nichte) des Provinzialschulrats Gustav Adolf Klix (1822–1894) und der Antonie geb. Wesenfeld (1825–1902).

### Laufbahn in Berlin
Zum 1. Oktober 1875 kehrte Richter nach Berlin zurück und unterrichtete als Oberlehrer am neugegründeten Askanischen Gymnasium, an dem auch andere wissenschaftlich ausgewiesene Lehrer tätig waren (neben dem Direktor Woldemar Ribbeck zum Beispiel die Lehrer Otto Gruppe und Adolf Trendelenburg). Richter nahm in Berlin seine Forschungsarbeit auf und spezialisierte sich auf die Topographie der Stadt Rom, die er auf Forschungsreisen auch vor Ort untersuchte. Am 31. Januar 1884 erhielt er den Professorentitel.
Als im Zuge des Bevölkerungswachstums in Berlin weitere Gymnasien nötig wurden, erhielt Richter 1890 das Angebot, ein neues Gymnasium in Schöneberg bei Berlin zu leiten. Er sagte zu und wurde am 26. Mai 1890 zum Direktor des West-Gymnasiums ernannt, das im Oktober 1890 seine Arbeit in einer provisorischen Unterkunft aufnahm. Im Oktober 1893 bezog das Gymnasium sein neues Gebäude und erhielt bei der feierlichen Eröffnung am 18. Oktober 1893 den Namen Prinz-Heinrichs-Gymnasium. Bei dieser Gelegenheit verlieh der Provinzialschulrat Emil Gruhl dem Direktor Richter den Roten Adlerorden 4. Klasse.
Während seiner nahezu 20-jährigen Amtszeit gelang es Richter, das Prinz-Heinrichs-Gymnasium als eines der angesehensten von Berlin zu etablieren. Er erreichte die Einstellung mehrerer hervorragender Lehrer, die teilweise bis zu ihrer Pensionierung am Prinz-Heinrichs-Gymnasium blieben und sich auch wissenschaftlich und publizistisch betätigten, zum Beispiel Alfred Brueckner, Peter Corssen, Emil Engelmann, Paul Graffunder und Max C. P. Schmidt. Eine Besonderheit des Gymnasiums waren die regelmäßigen Romfahrten, die auf die Initiative des Oberlehrers Ernst Herrmann zurückgingen und von diesem zusammen mit Richter organisiert und durchgeführt wurden. Richter reiste zusammen mit zwei anderen Lehrern und etwa 15–20 Schülern im Frühling 1899, 1900, 1903–1907 und 1908–1910 nach Rom und machte auch Ausflüge in andere Städte Italiens. Viele Schüler hielten Eindrücke dieser Reisen mit Fotoapparaten fest, so dass zu jeder Romfahrt ein Fotoalbum entstand. Über die Organisation und den Zweck dieser damals nicht selbstverständlichen und sehr kostspieligen Reisen äußerte er sich 1908 im Jahresbericht des Prinz-Heinrichs-Gymnasiums.
Nach 40 Dienstjahren wurde Richter 1908 zum Geheimen Regierungsrat ernannt. Aus Gesundheitsgründen, aber teilweise auch zu Forschungszwecken war er mehrmals beurlaubt. Seine Vertretung übernahm regelmäßig Max C. P. Schmidt, so auch ab Februar 1910, als der Direktor sich auf seine neunte und letzte Romfahrt mit den Schülern vorbereitete. Nach dieser Reise trat Richter zum 1. April 1910 in den Ruhestand. Er starb acht Jahre später in Magdeburg.

## Wissenschaftliches Werk
Wie viele Gymnasiallehrer seiner Zeit war Richter wissenschaftlich tätig. Zu Beginn seiner Laufbahn beschäftigte er sich mit der griechischen und römischen Dichtung. In seiner Doktorarbeit (1865) behandelt er die Tibull-Exzerpte des französischen Gelehrten Vinzenz von Beauvais (13. Jahrhundert), die für die Textkritik dieses Dichters große Bedeutung hatten. 1870 folgte ein Aufsatz, in dem Richter die biografischen Bezüge in Tibulls Werk untersuchte. 1871 veröffentlichte er im Gubener Schulprogramm eine Abhandlung über zwei Hymnen des hellenistischen Dichters Kallimachos, die er in Beziehung zum Herrscher Ptolemaios II. Philadelphos setzte.
Bedeutender als diese Schriften sind jedoch Richters Arbeiten auf seinem späteren Forschungsgebiet, der Topographie der Stadt Rom. In der Universitäts- und Residenzstadt Berlin mit ihren Museen und Bibliotheken fand er die Möglichkeit, ein so komplexes Thema in Angriff zu nehmen. Nach seinen ersten Romreisen in den Jahren 1882 und 1884 veröffentlichte Richter mehrere Einzelstudien zur römischen Topographie, die er als Beilage zu Schulprogrammen oder in wissenschaftlichen Zeitschriften veröffentlichte. Er trat der Archäologischen Gesellschaft zu Berlin bei und wurde 1885 zum ordentlichen Mitglied des Deutschen Archäologischen Instituts gewählt.
Richters bedeutendstes Werk war die Topographie der Stadt Rom, die er für das Handbuch der Altertumswissenschaft von Iwan von Müller verfasste. Dieses umfangreiche systematische Werk erschien erstmals 1889 und in zweiter, überarbeiteter Auflage 1901. Der Althistoriker Hermann Bengtson bezeichnete es 1988 als eine „hervorragende Leistung“ und hob hervor, dass das Buch „immer noch keine adäquate Nachfolge gefunden“ habe. Für die Überarbeitung dieses Werks unternahm Richter 1896 eine weitere Romreise. Die Ergebnisse seiner späteren Reisen und Forschungen legte er ab 1903 in weiteren Einzelstudien dar, die er in der wissenschaftlichen Beilage zum Jahresbericht seines Gymnasiums und in den Jahrbüchern des Deutschen Archäologischen Instituts veröffentlichte. Für eine längere Forschungsreise erhielt er im Winterhalbjahr 1907/08 Urlaub.
Während seines Ruhestands veröffentlichte Richter außerdem eine populäre Darstellung über Das alte Rom (1913).

## Schriften (Auswahl)
- De Vincentii Bellovacensis excerptis Tibullianis. Rosenthal, Bonn 1865 (Dissertation).
- Kallimachus’ Hymnen auf Zeus und Apollo. Zwei Momente im Leben des Ptolemaeus Philadelphus. Fechner, Guben 1871 (Schulprogramm).
- Die Befestigung des Janiculum, ein Beitrag zur Topographie der Stadt Rom. Weidmannsche Buchhandlung, Berlin 1882 (Schulprogramm).
- Über antike Steinmetzzeichen (= Programm zum Winckelmannsfeste der Archäologischen Gesellschaft zu Berlin. Band 45). Reimer, Berlin 1885.
- Topographie der Stadt Rom. C. H. Beck, München 1889. 2. vermehrte und verbesserte Auflage 1901 (Handbuch der Altertumswissenschaft 3,3,2).
- Die älteste Wohnstätte des römischen Volkes. Hayns Erben, Berlin 1891 (Schulprogramm).
- Beiträge zur römischen Topographie. Teil 1,1: Alliaschlacht und Serviusmauer. Teil 1,2: Capitolium und Clivus Capitolinus. Büxenstein, Berlin 1903 (Schulprogramm).
- Beiträge zur römischen Topographie. Teil 2: Die römische Rednerbühne. Büxenstein, Berlin 1904 (Schulprogramm).
- Beiträge zur römischen Topographie. Teil 3: Die Alliaschlacht. Büxenstein, Berlin 1907 (Schulprogramm).
- Erfahrungen von sieben Schülerreisen nach Rom. Büxenstein, Berlin 1908 (Schulprogramm).
- Beiträge zur römischen Topographie. Teil 4: Untergrund und Pflaster des Römischen Forums. Büxenstein, Berlin 1910 (Schulprogramm).
- Das alte Rom. Teubner, Leipzig/Berlin 1913.